# Jane Vialle
Pour les articles homonymes, voir Vialle.
Pour l’article ayant un titre homophone, voir Jeanne Parain-Vial.
Jane Vialle, née le 27 août 1906 à Ouesso et morte le 9 février 1953 à Villenave-d'Ornon, est une journaliste, résistante et femme politique française.
Plus connue au Congo qu'en Centrafrique, anciennement Oubangui-Chari, pays dans lequel elle s'est distinguée sur le plan politique, elle a été l'une des deux femmes sénatrices « de couleur » lors de la IVe République française, Eugénie Éboué-Tell étant pour sa part sénatrice de Guadeloupe.

## Biographie

### Famille et jeunesse
Jane Vialle est métisse, née d'une mère congolaise, dont le patronyme est Thérèse Tchiloumbou, d'ethnie vili, et d'un père français, Michel Vialle. Ce dernier est employé par la Compagnie française du Haut Congo, créée en 1889 par les frères Tréchot. La solide implantation géographique de cette société dans la région de la Sangha explique la naissance de Jane Vialle à Ouesso.
Jane Vialle est par ailleurs la tante maternelle de Godefroy-Émile Mpwati (1928-1995), le premier évêque congolais du diocèse de Pointe-Noire,.
Vers 1907, Michel Vialle est recruté par une autre société concessionnaire, la société des sultanats du Haut-Oubangui. Cette société, fondée en 1899, avait pour but principal de commercialiser l’ivoire et le caoutchouc récoltés dans les domaines des sultans dont elle avait le monopole. Jane Vialle suit son père et grandit à Bangassou, où se trouvait le quartier général de la compagnie. C'est également le chef-lieu de la région et la résidence du sultan Zandé Bangassou.
Michel Vialle a pris une part notable à l’extension de l’entreprise.
En octobre 1912, Jane Vialle est reconnue officiellement par son père lors d'un séjour à Paris, comme étant sa fille légitime.
Au moment de la mobilisation pour la guerre de 1914, Jane Vialle quitte Bangassou et suit son père pour la France.

### Formation et débuts
Elle effectue ses études secondaires au lycée Jules-Ferry de Paris puis dans des cours privés, où elle obtient son baccalauréat, vers 1925. Elle devient par la suite rédactrice à l'agence d'information Opera Mundi.
Mariée le 27 octobre 1927 à Paris avec Marcel Beauvais, elle en divorce en 1940.

### Seconde Guerre mondiale
En 1940, elle s'engage dans la Résistance à Marseille. En zone non occupée, elle rejoint le réseau Combat, l'un des trois grands mouvements de Résistance opérant dans le Sud de la France. Elle mène des actions clandestines qui consistent à récolter, dans divers pays européens, de l'information sur l'activité des troupes militaires allemandes. Elle devient la secrétaire de Jean Gemälhing. Arrêtée en 1943, au moment de l'arrivée de l'armée allemande, elle est accusée de trahison et internée au camp de Brens (Tarn) puis à la prison des Baumettes, d'où elle s'évade,.
Jugée le 10 décembre 1943 par un tribunal spécial pour « activités nuisibles à la Défense nationale », elle est défendue par Germaine Poinso-Chapuis ; elle est relaxée.

### Après-guerre
Après la guerre, elle est journaliste à l'Agence France-Presse (AFP) et correspondante pour des journaux africains de l'Afrique-Occidentale française. En 1946, elle devient membre du comité de rédaction du journal Combat, d'où elle suit les travaux des assemblées constituantes, notamment la création de l'Union française, s'attachant particulièrement à la notion d'« égalité des droits et privilèges sans distinction de race » sur laquelle cette dernière institution est censée être basée.
Elle effectue ensuite une tournée de conférences sur les besoins économiques et culturels des peuples africains.
Candidate sous l'étiquette des Mouvements unis de la Résistance aux élections du Conseil de la République en Oubangui-Chari, soutenue par Barthélemy Boganda, elle recueille sept voix sur treize suffrages exprimés et elle est élue en tant que représentant du deuxième collège des métis, aux côtés de Georges Darlan.
Au Conseil, elle s'apparente au groupe SFIO et siège à la Commission des affaires économiques.
Elle cofonde en novembre 1947, avec notamment Bernard Laffaille, à Bangui la société coopérative L'espoir Oubanguien, qu'elle dirige jusqu'en 1949.
Elle fonde également, en 1948, l'Association des femmes de l'Union française d'outre-mer et de métropole (AFUF) avec Marie-Hélène Lefaucheux.
Elle est réélue membre du Conseil de la République le 14 novembre 1948 sous l'étiquette Indépendante d'outre-mer et également au titre de la section des métis, avec 11 voix sur 16 suffrages exprimés. Elle siège, dans un premier temps, au groupe des Républicains indépendants et à l'intergroupe gaulliste, avant de se rattacher en décembre 1948 au RGR. Elle prend part aux travaux des commissions de la France d'outre-mer, dont elle est la vice-présidente en 1949, et du Travail et de la Sécurité sociale, puis quitte cette dernière en 1950 au profit de la commission de l'Éducation nationale. Elle lutte, pendant son mandat, en faveur du développement social de l'Afrique. Elle est également membre du comité spécial ad hoc des Nations unies sur l'esclavage,, donnant à cette occasion plusieurs interviews et conférences sur les problèmes africains, et se voyant consacrer plusieurs articles,,,,. Elle se livre notamment longuement à la journaliste Eslanda Goode Robeson, femme du chanteur Paul Robeson. Elle est faite membre de la NAACP. Elle écrit dans la revue Civilisations.
Candidate « indépendante d'outre-mer » au renouvellement du 18 mai 1952, elle est battue par l'indépendant Hector Riviérez.
Elle est membre, enfin, du Conseil représentatif de l'Oubangui-Chari de 1952 à 1953.

### Mort
Le 7 février 1953, à 9 h 28, le DC-4 de la compagnie aérienne UAT (Union Aéromaritime de Transport), en provenance d'Abidjan (Côte d'Ivoire), via Casablanca, s'écrase dans un petit bois à l'approche de l'aéroport Bordeaux-Mérignac à cause d'un épais brouillard. Jane Vialle, grièvement blessée aux deux jambes, tombe dans le coma, peu après son admission à l'hôpital militaire Robert-Picqué de Villenave-d'Ornon. Elle y meurt le 9 février 1953 avec huit autres passagers sur les vingt-et-une personnes à bord,.

### Hommages
Une résidence à Marseille, une rue à Bacongo, un marché à Ouenzé et un dispensaire du quartier Roy à Pointe-Noire portent son nom.
Les membres de la famille de Jane Vialle habitent toujours la maison familiale, située à Bacongo, dans l'arrondissement 2 de Brazzaville (Congo).
L'association Bana Jane Vialle, fondée par Jean-Médard Nkouka et qui a son siège à Brazzaville, a pour but déclaré la protection de l'environnement.
Le jardin Jane-Vialle (Paris) porte son nom depuis 2021.
Le lycée La Calade (lycée des métiers de la beauté, de la mode et de la relation client), situé dans le dans le 15e arrondissement de Marseille, porte le nom de lycée Jane-Vialle, depuis la rentrée scolaire 2024. Il a été inauguré sous le nom de lycée régional des métiers La Calade-Jane Vialle le vendredi 4 avril 2025.

## Décorations
- Médaille de la Résistance française (décret du 3 janvier 1946)[25],[6]
- Citée à l'ordre de la Nation, à titre posthume, par le Conseil des ministres, le 21 mai 1953